# Logan County, Illinois
Logan County är ett administrativt område i delstaten Illinois, USA. År 2010 hade countyt 30 305 invånare. Den administrativa huvudorten (county seat) är Lincoln.

## Geografi
Enligt United States Census Bureau så har countyt en total area på 1 603 km². 1 601 km² av den arean är land och 2 km² är vatten.

### Angränsande countyn
- Tazewell County – nord
- McLean County – nordost
- DeWitt County – öst
- Macon County – sydost
- Sangamon County – syd
- Menard County – väst
- Mason County – nordväst